# Owen Maddock
Owen Richard Maddock (ur. 24 stycznia 1925 roku w Cowes w Isle of Wight, zm. 19 lipca 2000 roku) – inżynier i projektant.

## Życiorys
Maddock rozpoczął karierę jako monter, pracował z rodziną Cooper po II wojnie światowej. Maddock zaprojektował dla Coopera bolid dla Formuły 3, Formuły 2 i Formuły 1 w latach 1954 i 1963. Jego zaprojektowane bolidy były wyposażone w centralnie umiejscowione silniki Porsche.
Maddock rozstał się z Cooperem w 1963 roku. Jego ostatni projekt, bolid Cooper Type 69 nigdy nie został zbudowany. Pracował na stanowisku projektanta w McLarenie.